# Christiane Blot-Labarrère
Pour les articles homonymes, voir Blot et Labarrère.
Christiane Blot-Labarrère est une essayiste et universitaire monégasque.

## Parcours
Agrégée de lettres modernes, Christiane Blot-Labarrère est spécialiste de littérature française du XXe siècle. Elle a notamment enseigné à l’Université de Nice en tant que maître de conférences.
Son travail est centré sur l'œuvre de Marguerite Duras, auteure avec laquelle elle a collaboré lors de l’élaboration du recueil Le Monde extérieur et à qui elle a consacré de nombreux ouvrages. Son essai, Marguerite Duras (Le Seuil, 1992) a été traduit dans de nombreuses langues dont le chinois, le coréen, l’espagnol et le japonais.
Elle est vice-présidente de l’Association Marguerite-Duras et membre de la Société Marguerite-Duras. 
Elle a dirigé la série Pierre Jean Jouve dans la collection « La Revue des lettres modernes », aux éditions Lettres modernes, et a collaboré à l’édition des Œuvres Complètes de Duras en Pléiade ainsi qu'à la réalisation de l'album 2014 de cette collection.
Marguerite Duras lui a consacré un texte, repris dans Le Monde extérieur.

## Œuvres
- Jouve et ses curiosités esthétiques I, collectif, La Revue des lettres modernes, 1988.
- Jouve et ses curiosités esthétiques II, collectif, La Revue des lettres modernes, 1992.
- Marguerite Duras, Seuil, coll. « Les contemporains » 1992.
- avec Marguerite Duras, Le Monde extérieur, P.O.L, 1993.
- Jouve et les jeux de l'écriture I, La Revue des lettres modernes, 1996.
- Les Plus beaux manuscrits des romanciers français, collectif, Robert Laffont/BNF, 1994.
- Dix heures et demie du soir en été, étude, Gallimard, coll. « Foliothèque », 1999.
- Jouve et les jeux de l'écriture II, La revue des lettres modernes, collectif, 2001.
- Marguerite Duras. La tentation du poétique, collectif, Presses Sorbonne Nouvelle, 2002.
- Jouve et le symbole, collectif, La Revue des lettres modernes, 2003.
- Cahiers de l'Herne Marguerite Duras, collectif, L'Herne, 2005.
- Modernité de Pierre Jean Jouve, collectif, La Revue des lettres modernes, 2006.
- Marguerite Duras. Trajectoire d'une écriture, collectif, Le Bord de l'eau, 2006.
- Duras, l'œuvre matérielle, collectif, IMEC éditeur, 2006.

Préfaces
- Le Diable au corps de Raymond Radiguet, Seuil, coll. « L'école des lettres », 1993.
- Pierre Jean Jouve : le roman comme refoulement théâtral de Wanda Rupolo, Minard, 1997.
- Duras la métisse. Métissage fantasmatique et linguistique dans l'œuvre de Marguerite Duras de Catherine Bouthors-Paillart, librairie Droz, 2002.
- Pierre-Jean Jouve et l'Italie, une rencontre passionnée, Ed. di storia e letteratura, 2007.
- Le Ravissement de Lol V. Stein de Marguerite Duras, lu par Fanny Ardant, éditions Frémeaux, 2009.